# Монтебуоно
Монтебуо̀но (на италиански: Montebuono) е село и община в Централна Италия, провинция Риети, регион Лацио. Разположено е на 325 m надморска височина. Населението на общината е 938 души (към 2010 г.).